# Severina (album iz 1990.)
Severina je debitantski studijski album hrvatske pop pjevačice Severine, koji 1990. godine objavljuje diskografska kuća Orfej. 
Početkom 1990. godine pobijedila je na radijskom natjecanju „DemoX“ Radio Zagreba i osvojila snimanje svog prvog LP-a, a iste godine nastupila je na Splitskom festivalu s pjesmom „Vodi me na ples“, a krajem godine i na Zagrebfestu s pjesmom „Sklopi oči muzika dok svira“, gdje je osvojila prvu nagradu. Pjesme albumu potpisuju brojni glazbenici, između ostalog Tomislav Mrduljaš, Vedran Lekić, Bratislav Zlatanović, Remi Kazinoti i drugi.

## Popis pjesama
| Br. | Skladba                     | Trajanje |
| --- | --------------------------- | -------- |
| 1.  | »Vodi me na ples«           | 3:53     |
| 2.  | »Ljubimo se«                | 3:08     |
| 3.  | »Ti bi u škuribandu«        | 3:33     |
| 4.  | »Sutra odlaziš«             | 4:09     |
| 5.  | »Tata, tata, čuješ muziku«  | 3:59     |
| 6.  | »Ti si suza na mom jastuku« | 3:44     |
| 7.  | »Slike sve mu ljubim«       | 4:21     |
| 8.  | »Svirajte mi rokeri«        | 3:55     |
| 9.  | »Ako odeš ljubavi«          | 4:12     |
| 10. | »Sve do zore«               | 3:34     |